# Indiana Jones y el reino de la calavera de cristal
Indiana Jones y el reino de la calavera de cristal (título original en inglés: Indiana Jones and the Kingdom of the Crystal Skull) es una película de aventuras estadounidense, dirigida por Steven Spielberg, estrenada en 2008 y basada en el personaje ficticio Indiana Jones. Días antes de su estreno mundial fue proyectada en el Festival de Cannes, convirtiéndose en la primera película dirigida por Steven Spielberg desde E.T., el extraterrestre en ser estrenada en este Festival. Con más de 790 millones de dólares de recaudación, es la más taquillera de la serie de películas de esta popular franquicia.
El argumento describe una nueva aventura de Indiana Jones (interpretado por Harrison Ford), con el objetivo de encontrar un cráneo de cristal en Perú que también es buscado por agentes de la Unión Soviética. Apoyado por su amante Marion Ravenwood (Karen Allen), el joven motociclista Greaser Mutt (Shia LaBeouf) y el arqueólogo Mac (Ray Winstone), Indy debe evitar que los soviéticos encuentren la reliquia y la utilicen para fines siniestros. Se mezcla el tópico del comunismo en sustitución del nazismo como fuerza antagónica, y la mitología extraterrestre alejándose de las anteriores películas de la serie.
La producción de la película estuvo programada a partir del estreno de Indiana Jones y la última cruzada —tercera película en la franquicia del personaje—, desde 1989. Sin embargo, Spielberg y Ford no estaban de acuerdo con el elemento argumental del cráneo de cristal. George Lucas —productor ejecutivo de la película y cocreador del personaje— había escrito una historia basada en la probable relación de la anterior reliquia histórica y una nueva aventura de Jones, después de considerarla para uno de los capítulos de Las aventuras del joven Indiana Jones. Debido al desacuerdo con Spielberg y Ford, la producción de Indiana Jones 4 fue prolongada indefinidamente. A inicios de 2000, el interés en la misma fue retomado con la participación de Jeb Stuart, Jeffrey Boam, M. Night Shyamalan, Frank Darabont y Jeff Nathanson en la redacción de un guion, basado en el argumento concebido por Lucas. En 2006, el guion de David Koepp fue aprobado por Lucas, Spielberg y Ford, y el 18 de junio de 2007 comenzó el rodaje. Con el fin de mantener la continuidad estética con las anteriores películas, Spielberg y Lucas decidieron no incluir efectos digitales generados por ordenador con tal de seguir el estilo artístico de rodaje utilizado en las antecesoras.
La promoción publicitaria estuvo basada, principalmente, en provocar nostalgia en los seguidores de la serie; la incorporación de algunas escenas de las anteriores películas, en el estreno de los avances, demuestra la anterior condición. Los detalles de la producción y el argumento fueron mantenidos en estricta confidencialidad, aun cuando surgió una controversia jurídica por la violación de su acuerdo de no divulgación, y un hombre fue detenido por el robo de una computadora que contenía diversos documentos relacionados con la producción de la película.

## Argumento
En 1957, y en pleno desierto de Nevada, la doctora y coronel soviética Irina Spalko (Cate Blanchett) se dirige hacia el Área 51 junto a Indiana Jones (Harrison Ford), al que obligan a encontrar la tumba del extraterrestre caído en Roswell. Exactamente donde se encuentra almacenada el Arca de la Alianza (que es vista un breve momento cuando se rompe la caja que la contiene) está también la tumba que, efectivamente, contiene el cuerpo del alienígena. Indy intenta escapar, pero es traicionado por su antiguo amigo y compañero Mac (Ray Winstone) y debe huir en un turborreactor, que le lleva hasta un pequeño pueblo donde se están haciendo pruebas nucleares. Tras librarse de una de éstas, vuelve a la Universidad Marshall (New Haven (Connecticut)) y conoce al joven Mutt (Shia LaBeouf), quien le pide ayuda para encontrar a un antiguo amigo de Indiana llamado Harold Oxley (John Hurt), desaparecido en plena búsqueda del cráneo de cristal en Nazca (Perú).
Una vez allí, Indiana y Mutt descubren que Oxley había estado encerrado en un manicomio cierto tiempo. En el suelo de la habitación que él ha ocupado encuentran una serie de pistas que les llevan hasta la tumba del conquistador Francisco de Orellana, desaparecido en 1546 mientras buscaba El Dorado. Una vez encontrada la tumba, encuentran también un cráneo de cristal en ella. Y ellos son encontrados por los soviéticos, quienes secuestran a Indiana y a Mutt y les llevan hasta un campamento. Allí coinciden con otros rehenes: el antiguo amor de Indiana Jones, Marion Ravenwood (Karen Allen) y madre de Mutt, y Oxley. Los soviéticos les explican que creen que el cráneo tiene un origen extraterrestre y que posee poderes psíquicos muy útiles para ganar la Guerra Fría. Y Marion cuenta que el padre de Mutt es Indiana.
Indy, Mutt, Marion y Oxley emprenden la huida del campamento para encontrar el Templo de El Dorado y devolver el cráneo a su correspondiente sitio. A pesar de haber escapado de sus captores, Mac continúa siguiendo a Indy y sus acompañantes. Con el fin de evitar enfrentarse solo, confiesa ser un agente doble, que trabaja contra los soviéticos haciéndose pasar por un aliado suyo. Lo anterior le permite ganar la confianza de Indy, quien finalmente accede a unirse con él. Al entrar en el templo, Jones utiliza el cráneo para abrir una puerta que conduce a una habitación maya, la cual contiene trece esqueletos de cristal. Sin embargo, uno de ellos no posee su respectivo cráneo.
Cuando los soviéticos llegan, Indy es acorralado por Mac (quien le confirma que le ha mentido), y la tropa soviética de Spalko. Tras arrebatarle el cráneo a Indy, Spalko procede a colocarlo en el esqueleto. Al hacerlo, este último comienza a hablar, a través de Oxley, utilizando un antiguo dialecto maya. Jones lo traduce en el sentido de que los extraterrestres quieren darles un gran obsequio. Emocionada al respecto, Spalko expresa su deseo de obtener todo el conocimiento de la humanidad, así que los cráneos comienzan a "disparar" el razonamiento por medio de sus ojos. En medio de la escena, aparece un portal a una dimensión paralela. Oxley, quien ha recuperado su cordura, explica que los extraterrestres son realmente seres inter-dimensionales que brindaron a los mayas su avanzada tecnología. Debido a lo peligrosa de la situación (sobre la base de la aparición del portal), Indy, Mutt, Marion y Oxley escapan del templo, mientras que Mac queda atrapado en el portal. Al final, los esqueletos forman un solo extraterrestre que traslada el conocimiento íntegro a la cabeza de Spalko, quien muere por la sobrecarga de información. Después de ello, el templo se derrumba y un OVNI emerge de los escombros desapareciendo en una explosión de luz. Cuando Indy pregunta si se fueron al espacio exterior, Oxley contesta que en realidad se fueron al espacio entre los espacios, afirmando que los extraterrestres, o al menos la raza con esqueletos de cristal (y en consecuencia los de Roswell), eran en realidad seres de otra dimensión. Al final, Jones vuelve a la Universidad Marshall, en donde recibe el nombramiento de Decano de la Facultad de Arqueología, y contrae matrimonio con Marion.

## Personajes y elenco

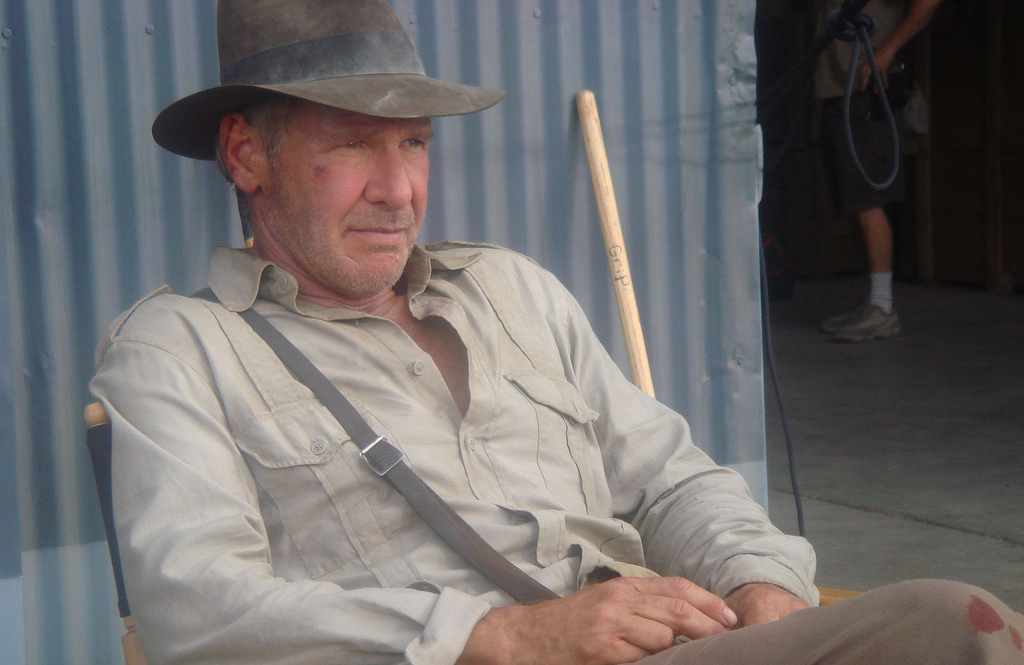
Harrison Ford caracterizado de Indiana Jones durante el rodaje de la película.

- Dr. Henry «Indiana» Jones, Jr. (Harrison Ford). Tras un período de 19 años después de su última aventura, el profesor Henry Jones nuevamente se ve en la necesidad de aventurarse. Esta ocasión tendrá que enfrentarse contra misteriosos agentes con poderes sobrenaturales pertenecientes a la Unión Soviética, que están buscando la localización del cráneo de cristal. Con tal de prepararse para su retorno como Indiana Jones, a los 64 años de edad, Harrison Ford estuvo hasta tres horas diarias en un gimnasio y se sometió a una dieta alimenticia, basada en el consumo de un alto contenido de proteínas.[8] Durante el rodaje, decidió realizar la mayor parte de las acrobacias del personaje. Respecto a ello, mencionó: —El principal recurso de Indiana Jones no es su juventud, sino su imaginación e ingenio. Tal vez su físico constituye parte indispensable, sobre todo por su agilidad para salir de situaciones en las que se ve involucrado. Sin embargo, los golpes y las caídas de personas desde lugares elevados no lo son todo en una película de aventuras. Mi ambición es, de hecho, lograr hacer que el público mire hacia el verdadero rostro del personaje y no a la silueta de un doble. Así que espero que no existan rumores negativos sobre mi edad en este momento.[9]
- Henry «Mutt Williams» Jones III (Shia LaBeouf). El joven hijo de Indy en su nueva aventura.[10] El personaje de Shia LaBeouf es el de un motociclista que acompaña a Indy en su nueva aventura.[11] El productor, Frank Marshall dijo que este personaje añade el humor necesario para el desarrollo de la historia, principalmente por su arrogancia juvenil contrastante a la del viejo y sabio Indy.[12] Al momento de ser elegido para participar en la nueva película de Indiana Jones, LaBeouf se emocionó tanto que firmó sin enterarse de cuál personaje le había sido asignado.[13] Antes de comenzar la producción, subió 15 kilos de peso para su personaje,[14] y miró las películas previas en la serie, además de Blackboard Jungle, con la finalidad de inspirarse para su próximo personaje.[15]
- George «Mac» McHale (Ray Winstone). Posee una doble personalidad dentro del argumento: como aliado de Indiana, así como su rival, resultó de una combinación entre los personajes de Sallah y René Belloq —amigo y enemigo de Indiana Jones, respectivamente, en la primera película de la serie—.[16] De acuerdo a las declaraciones de Winstone, Mac trabajó con Indy, durante la Segunda Guerra Mundial, en la AFI. Durante esa época, existía la sospecha de un posible espionaje encabezado por Rusia en el gobierno británico.[17] Spielberg sintió que Winstone era "uno de los actores más brillantes en el mundo", después de ver Sexy Beast.[17]
- Irina Spalko (Cate Blanchett). Una de las agentes soviéticas que quiere obligarlo a buscar la calavera de cristal. Marshall mencionó que Irina Spalko es el personaje que, acorde a la tradición de la serie, inicia una relación amorosa con Indiana.[18] Cate Blanchett siempre había querido interpretar al antagonista principal de alguna película, por lo que Spielberg la eligió para ser la villana de la nueva película de Indiana Jones.[19] Una de las razones principales para su selección fue la similitud entre el personaje y ella. Aunado a ello, se encuentra la previa participación de Blanchett en diversas películas con personajes diferentes.[20]
- Marion Ravenwood (Karen Allen). Amante de Indy y compañera en la misión de la búsqueda del Arca de la Alianza, descrita en la primera película de la serie. El personaje de Marion Ravenwood no había sido confirmado para la nueva película de la serie. Spielberg invitó a Karen Allen, a principios de 2007, para participar con su personaje previo de la primera película de Indiana Jones. —¡Ha sido anunciado! ¡Haremos Indiana Jones 4 y tú estás dentro del elenco, le dijo textualmente Spielberg a Allen, al momento de su invitación.[21]
- Profesor Harold Oxley (John Hurt). Compañero de Jones que desapareció en 1937, mientras se encontraba buscando los cráneos de cristal.[17]
- Decano Charles Stanforth (Jim Broadbent). Compañero de Jones en la Universidad Yale.
- Coronel Dovchenko (Igor Jijikine). Coronel ruso.
- General Ross (Alan Dale). Amigo de Indy que lo ayuda a escapar en la película.

## Doblaje
| Actor          | Personaje                       | Actor de doble México (Hispanoamérica) | Actor de doble España (España) |
| -------------- | ------------------------------- | -------------------------------------- | ------------------------------ |
| Harrison Ford  | Indiana Jones                   | José Lavat                             | Salvador Vidal                 |
| Karen Allen    | Marion Ravenwood                | Anabel Méndez                          | María Jesús Lleonart           |
| Shia LaBeouf   | Mutt Williams                   | Héctor Emmanuel Gómez Gil              | Iván Labanda                   |
| Cate Blanchett | Irina Spalko                    | Gabriela Gómez                         | Alba Sola                      |
| Ray Winstone   | George "Mac" McHale             | Miguel Ángel Ghigliazza                | Juan Carlos Gustems            |
| John Hurt      | Prof. Harold Oxley              | José Luis Orozco                       | Miquel Cors                    |
| Jim Broadbent  | Decano Charles Stanforth        | César Arias                            | Jesús Díez                     |
| Igor Jijikine  | Dovchenko                       | ?                                      | ?                              |
| Joel Stoffer   | Agente Taylor                   | Humberto Solórzano                     | Ricky Coello                   |
| Alan Dale      | General Robert Ross             | Blas García                            | Jaume Comas                    |
| V.J. Foster    | Sacerdote                       | ?                                      | Carlos Di Blasi                |
| Neil Flynn     | Agente Paul Smith               | ?                                      | Javier Viñas                   |
| Robert Baker   | Sargento de la MP Jimmy Wycroft | ?                                      | Manuel Gimeno                  |

## Producción

### Origen del argumento
Después del estreno de La última cruzada, George Lucas pensó en concluir la serie de Indiana Jones, al sentir que no podría concebir un argumento adecuado para una nueva película. Originalmente, el acuerdo firmado por Paramount Pictures y Spielberg planteó la adaptación de 5 películas acerca de las aventuras de Indiana Jones. Lucas mencionó que, en caso de encontrar un elemento argumental convincente para él, Spielberg y Ford, consideraría la producción de la siguiente adaptación.
En 1992, durante la producción de la serie de televisión Las aventuras del joven Indiana Jones, Lucas encontró un elemento argumental —al cual catalogó "igual de fascinante que el Arca de la Alianza"— para la película: el cráneo de cristal, misma que ya había concebido para uno de los capítulos de la tercera temporada de la serie. Con base en lo anterior, escribió un pequeño boceto en donde relacionaba al cráneo con una nueva aventura del personaje. Además, recordando su entusiasmo por el cameo de Harrison Ford en uno de los episodios de la serie, optó por situar el contexto del relato en los años 1950, lo cual se evidenciaría en la transición de la adaptación al género "Clase B". "Aprendí sobre las calaveras en ese entonces hicimos un guion que.... estaba realizando la investigación para la serie. 
 En ese entonces hicimos un guion que nunca se produjo. Así es que, resultó que podía ser el objeto perfecto para que alguien lo fuera a buscar." Ese mismo año, Jeb Stuart empezó a redactar el guion y, en 1995, Jeffrey Boam fue contratado para crear una versión alternativa. Los guiones estaban basados en el cráneo de cristal e incluían elementos sobrenaturales —principalmente extraterrestres— en el desarrollo de la historia. Aunado a los anteriores detalles, Lucas quería que Indiana contrajera matrimonio, con lo que existiría la posibilidad de introducir al personaje de Henry Jones Sr., padre de Indy. Su idea era que Jones Sr., expresara su orgullo y felicidad por los logros de su hijo.
Sin embargo, Ford no estaba de acuerdo en participar de un relato con ese tipo de orientación, y Spielberg tampoco quería dirigir otra película acerca de invasiones extraterrestres (se acababa de estrenar Independence Day). Lucas decidió entonces dirigir la primera precuela de Star Wars y, a consecuencia de lo anterior, la producción de Indiana Jones 4 fue pausada indefinidamente.

### Redacción del guion
El cráneo de cristal fue retomado por Max McCoy, como principal elemento argumental de su serie de novelas de Indiana Jones y por el parque temático Tokyo DisneySea, en donde fue inaugurada una atracción basada en el personaje.
A principios de los años 2000, Ford, Lucas, Spielberg, Marshall y Kennedy —equipo realizador de la trilogía previa del personaje— se reunieron en un evento, organizado por el American Film Institute como tributo a la trayectoria cinematográfica de Ford, y casualmente concluyeron que todos ellos querían experimentar de nuevo la realización de una película de Indiana Jones. M. Night Shyamalan fue contratado para realizar un nuevo guion basado en el borrador de Lucas, acerca del cráneo de cristal. Shyamalan decidió crear una secuela de Raiders of the Lost Ark, y aludió, en todo momento, a la presión ejercida para lograr convencer a Spielberg, Lucas y Ford de su adaptación. Finalmente, decidió abandonar la redacción del mismo. Después de la renuncia de Shyamalan, Lucas contrató a Stephen Gaghan, luego a Tom Stoppard y, al final, a Frank Darabont para redactar el guion de la película. Spielberg mencionó que el guion de Darabont era el mejor guion que había visto, desde el de la primera película de la serie. Darabont, quien ya había escrito algunos episodios de la serie de televisión, había creado un escrito titulado Indiana Jones y la Ciudad de los Dioses, enfocándose en los exnazis. Su decisión estaba relacionada con su concepción de elementos históricos verdaderos. En 2002, Spielberg declaró que rodaría dos películas previas al rodaje de Indiana Jones 4, que tentativamente podría ser estrenada en 2005. A pesar de ello, en febrero de 2004, Lucas rechazó el guion al considerarlo distinto a su enfoque cultural de la serie. La principal contribución de Darabont fue respecto a la reincorporación de Marion Ravenwood como el interés romántico de Indiana. Su trabajo también incluía a una hija de Indy, de 13 años de edad, pero Spielberg resolvió que sería muy similar a The Lost World: Jurassic Park.
En octubre de 2005, Jeff Nathanson fue contratado para la redacción de un nuevo guion. La adaptación situaría a la siguiente aventura de Jones en 1949. Un año después, David Koepp fue contratado para reescribir el guion de Nathanson. Después de hacer una revisión a todos los guiones rechazados, Koepp mencionó que relataban buenas historias. Tras analizar los detalles triviales de los mismos, Koepp comenzó a escribir su guion evitando añadir elementos referentes a las anteriores películas —posiblemente, la causa de que los anteriores guiones fueran rechazados. Otro aspecto que tomó en cuenta fue el de establecer un balance en la serie, evitando inspirarse en temáticas oscuras (Indiana Jones and the Temple of Doom) e intentando recuperar el estilo narrativo de la primera película. Su escrito fue subtitulado Destructor de Mundos, denominación basada en la nota de Robert Oppenheimer (más tarde, cambiaría a El reino de la calavera de cristal a sugerencia de Spielberg). Mientras que la redacción del guion ocurría, en 2006, Harrison Ford declaró que sí la película no comenzaba a rodarse para ser estrenada en 2008, entonces Spielberg y Lucas deberían abandonar la idea de una cuarta película de Indiana Jones. Finalmente, la adaptación de Koepp fue terminada a finales de 2006, logrando convencer a Lucas, Ford y Spielberg. Frank Marshall —productor de la película— comentó que sentía una gran relación entre el guion de la tercera película y el guion de Koepp.

### Rodaje

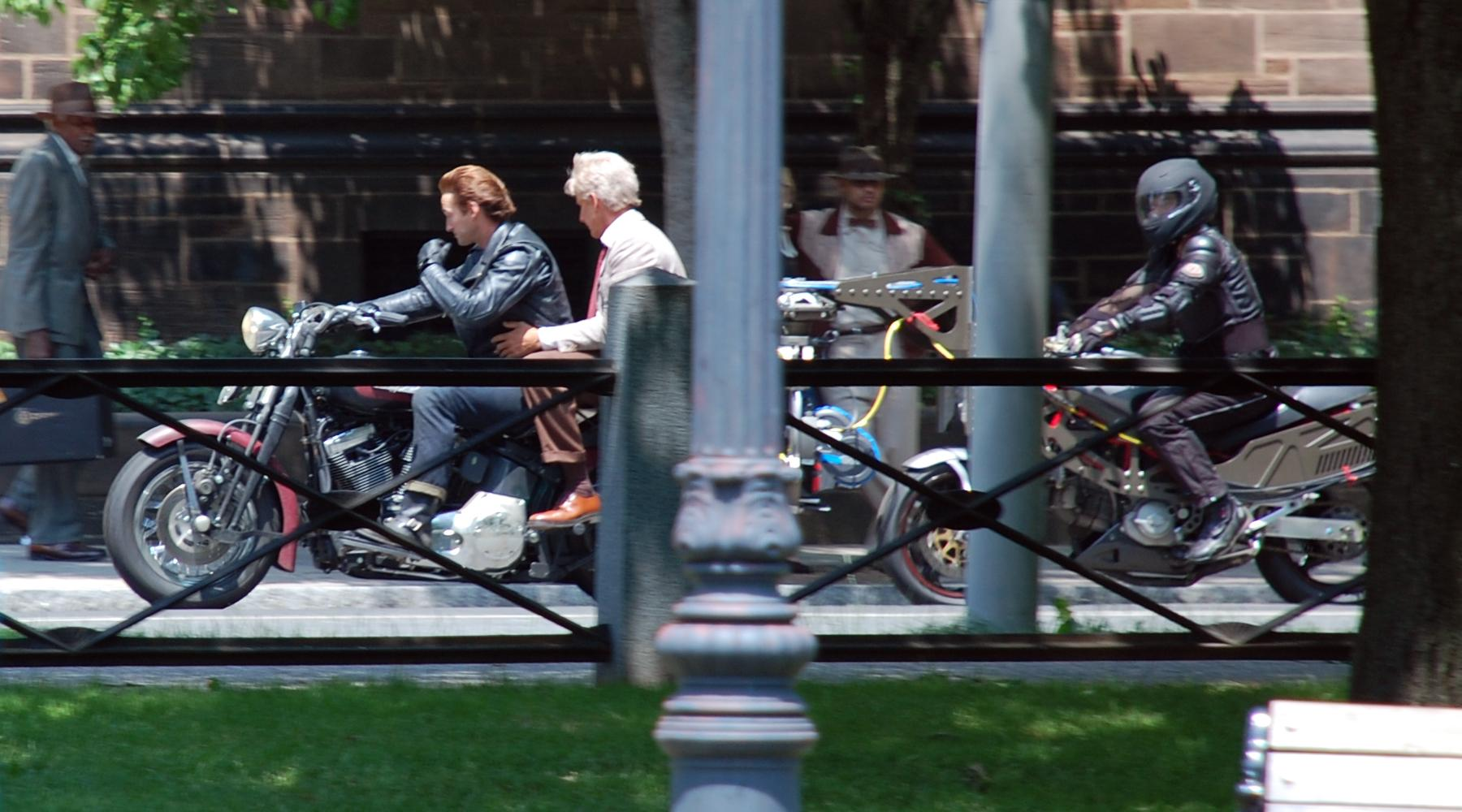
Los dobles de Harrison Ford y Shia LaBeouf durante el rodaje en 2007 en New Haven, Connecticut.

A pesar de la declaración de Spielberg, en 2002,: «"Esta nueva película no tendrá numerosos efectos especiales generados por CGI, pues se planea preservar el estilo artístico de la trilogía previa"», contrariamente al estilo digital del que ha hecho uso Lucas en la mayor parte de sus películas, se aprecian claramente estos efectos, sobre todo en la escena de la explosión nuclear y la destrucción de Akator, sin contar la marabunta de hormigas que aparecen al final de la cinta. Previo al rodaje de la película:
- Cate Blanchett fue confirmada como la antagonista principal de la película, la cual forma parte de un grupo de agentes de la Unión Soviética. Otra fuerte candidata para interpretar ese papel fue Uma Thurman.
- Karen Allen fue contratada para interpretar, de nuevo, a su personaje de Marion Ravenwood.
- Sean Connery —actor que participó como el padre de Indiana Jones en la última película—, declaró que no aparecería en esta nueva entrega al estar seguro de su previo retiro del cine.[54]
- John Williams aceptó hacerse cargo del sonido y las partituras musicales del filme, tal y como lo ha hecho en la mayoría de las películas de Spielberg y Lucas, y particularmente en la previa trilogía del personaje.

A diferencia de las anteriores películas de Indiana Jones, Spielberg quería rodar Indiana Jones 4 en Estados Unidos, pues no deseaba apartarse de su familia. El rodaje comenzó el 18 de junio de 2007 en Deming, Nuevo México, en donde fueron filmadas las escenas alusivas a Marruecos en la película. El rodaje continuó en la Universidad Yale —utilizada para representar a la Universidad Marshall, en donde Jones es profesor de arqueología—, ubicada en New Haven, Connecticut. El rodaje se trasladó luego a Hawái, en donde fue filmada una parte considerable de las escenas de la película. En este lugar, fueron filmadas las escenas de las selvas de Perú, las cuales habían permanecido en confidencialidad durante la estancia del equipo realizador en la isla. Tres semanas después, el equipo regresó a Estados Unidos para rodar nuevas escenas en los estudios de grabación de Downey, Sony, Warner Bros, Paramount Pictures y Universal Studios; todos ellos ubicados en Los Ángeles, California. Después de filmar esas escenas, la producción fue trasladada a Fresno, California, para filmar las últimas escenas alusivas al Aeropuerto Internacional de la Ciudad de México. Así, el rodaje de Indiana Jones 4 concluyó el 29 de febrero de 2008.

### Anuncio del título
Los detalles de la producción y el argumento habían estado mantenidos en estricta confidencialidad por Lucas, Spielberg y Ford. Cuando inició la producción de la película, los primeros decidieron registrar a Indiana Jones 4, en la MPAA, con 5 títulos diferentes:
- Indiana Jones and the Destroyer of Worlds - Indiana Jones y el Destructor de Mundos;
- Indiana Jones and the Fourth Corner of the Earth - Indiana Jones y la Cuarta Esquina de la Tierra;
- Indiana Jones and the Kingdom of the Crystal Skull. - Indiana Jones y el Reino de la Calavera de Cristal;
- Indiana Jones and the Lost City of Gold - Indiana Jones y la Ciudad Perdida del Oro;
- Indiana Jones and the Quest for the Covenant - Indiana Jones y la Búsqueda de la Alianza.

A pesar del acuerdo de privacidad, entre el equipo realizador y el elenco de la película, durante la entrega de los MTV Video Music Awards de 2007, Shia LaBeouf anunció el título de la cuarta película de Indiana Jones: Indiana Jones and the Kingdom of the Crystal Skull. A partir de entonces, en su traducción, la película pasó a ser denominada Indiana Jones y el Reino de la Calavera de Cristal.

## Estreno alternativo
Indiana Jones y el Reino de la Calavera de Cristal se estrenó en el Festival de Cine de Cannes el 18 de mayo de 2008, sólo tres días antes de su estreno alternativo, 21 de mayo, en algunos países del mundo. Desde entonces, es la primera película de Spielberg, desde E.T., el extraterrestre, estrenada en Cannes. Más tarde, la película se estrenó en 4000 cines estadounidenses, y ha sido doblada o subtitulada a 25 idiomas para su estreno en otras regiones del mundo.
Las fechas de estreno mundial son las siguientes:
| País (es) | Fecha                         |
| --- | ----------------------------- |
| Francia (En el Festival de Cine de Cannes)                                                                                | Domingo, 18 de mayo de 2008   |
| Bélgica, Egipto, Francia, Marruecos y Colombia                                                                            | Miércoles, 21 de mayo de 2008 |
| Perú, México, España, Argentina, Portugal, Estados Unidos, Brasil, Venezuela, Australia, Chile, Grecia, Hong Kong y Rusia | Jueves, 22 de mayo de 2008    |
| Bulgaria, Italia y Turquía                                                                                                | Viernes, 23 de mayo de 2008   |
| Japón | Sábado, 21 de junio de 2008   |

## Música
John Williams empezó la composición de la partitura en octubre del 2007. La orquestación de ésta duró diez días de sesiones en los Sony Picture Studios. En la banda sonora figura el uso del Continuum, un instrumento regularmente utilizado para efectos de sonido en vez de música. Concord Music Group lanzó la banda sonora el 20 de mayo del 2008.
En la partitura regresan los temas de: Indiana Jones y Marion. Se agregan los temas de: Mutt Williams, Irina Spalko y la Calavera de Cristal. El tema del Grial de Indiana Jones y la última cruzada aparece brevemente en algunas escenas.

### Listado de temas
- 1. "Raiders March"
- 2. "Call of the Crystal"
- 3. "The Adventures of Mutt"
- 4. "Irina's Theme"
- 5. "The Snake Pit"
- 6. "The Spell of the Skull"
- 7. "The Journey to Akator"
- 8. "A Whirl Through Academe"
- 9. "Return"
- 10. "The Jungle Chase"
- 11. "Orellana's Cradle"
- 12. "Grave Robbers"
- 13. "Hidden Treasure and the City of Gold"
- 14. "Secret Doors and Scorpions"
- 15. "Oxley's Dilemma"
- 16. "Ants!"
- 17. "Temple Ruins and the Secret Revealed"
- 18. "The Departure"
- 19. "Finale"

## Imprecisiones históricas y geográficas
- Indiana Jones menciona que él aprendió a hablar el idioma quechua de algunos de los hombres de Pancho Villa, algo imposible puesto que ese idioma no se habla en México, se habla de Colombia al sur, pasando por Ecuador, Chile, Perú, Bolivia, y el noroeste de Argentina. La cultura inca hablaba quechua, y no tiene nada que ver con los mayas o aztecas; además lo hace mientras se escucha música mexicana y camina por un escenario típicamente mexicano.
- Cuando Indiana vuela a Nazca (Perú), la línea de aterrizaje muestra Cuzco, pero Nazca se encuentra en Ica, en la costa central de Perú.
- En la escena en la que Indiana y Mutt llegan a Nazca, John Williams describe el ambiente con una música de estilo ranchero, un tipo de música tradicional de México,[65] que no tiene nada que ver con la cultura peruana.
- En la escena en que Indiana vuela a Perú aparece un mapa en el que se habla de «Belize», pero este país no adoptó dicho nombre hasta 1973.[66] Hasta ese año tuvo el nombre de "Honduras Británica".[66]
- Las vestimentas que utilizan los habitantes de Nazca en la película no corresponden a la cultura de la zona, son una mezcla errada de vestimentas de la serranía peruana, además la cultura nazca no realizaba deformaciones craneanas sino la cultura paracas.
- En el caso de las supuestas ubicaciones, la película está plagada de errores. La selva peruana está a centenares de kilómetros de la costa. En el caso de Ica (donde están Nazca y Paracas), esta zona se encuentra al suroeste del país, y la zona de la selva que muestra está al noreste, además de ser una zona de difícil acceso en coche, tal como muestra la película.
- El idioma que supuestamente hablan los lugareños es maya, pero el hecho es incorrecto, puesto que en Perú nunca se ha hablado dicha lengua.
- Indiana Jones afirma en un momento dado que Francisco de Orellana jamás regresó a España, afirmación totalmente falsa, ya que fue acusado de traición por Francisco Pizarro y juzgado (y exonerado) en España.
- El General Robert Ross se refiere a la Coronel Irina Spalko como la "científica favorita de Stalin". Sin embargo, la película se ambienta en 1957 y el dictador falleció en 1953.

## Recepción
La película ha recibido críticas muy polarizadas, aunque en mayoría positivas, también ha recibido premios negativos como el premio razzie al peor remake o secuela en el año 2008.
La película recibió críticas positivas de la prensa especializada tras su proyección en Cannes. El 23 de mayo de 2008, un día después de su estreno en Hispanoamérica, Rotten Tomatoes reportó que un 79 % de las críticas había señalado buenos aspectos de esta película, basándose en un total de 146 mensajes. En Metacritic, que asignó una cuota de pantalla normalizada de 100 a las revisiones señaladas por críticos especializados, la película recibió un promedio de 67, sobre la base de 35 mensajes. Lo anterior significó un puntaje de 71.8 % de un total de 69 críticos especializados, de acuerdo a la información proporcionada por el sitio.
Yahoo! estimó un promedio B para un total de 15 revisiones. Roger Ebert calificó, a su vez, a la película con 3.5 estrellas de un total de 4, argumentando "Puedo decir que si te gustaron las otras películas de Indiana Jones, seguramente ésta te gustará también. Si no te gustaron, entonces no nos estamos entendiendo." James Berardinelli, proporcionó a la película 2 estrellas de 4, mencionando "la maldición más prudente ha dejado a los aficionados con sus memorias únicamente".
La película fue duramente criticada en Perú debido a los errores geográficos y culturales. El entonces Ministro de Relaciones Exteriores José Antonio García Belaúnde recomendó no acudir a ver la película y lamentó que "no hayan invertido en investigar mejor sobre la historia y cultura peruana".
En 2012 la película encabeza una lista con las 50 películas más decepcionantes de todos los tiempos realizada por la revista Total Film Magazine.

## Secuela
Durante años, a partir del 2005, muchos fanes y actores de la película rumorearon e idearon sobre una quinta película, titulada Indiana Jones 5. De acuerdo con Lucas y Spielberg, Paramount Pictures firmó con ellos un contrato para realizar cinco películas que hablaran sobre las aventuras de Indiana Jones. Sin embargo, George Lucas nunca hizo ninguna confirmación oficial durante un gran tiempo. Los planes para un spin-off de Mutt Williams empezaron a extenderse cuando salió el rumor de que Shia LaBeouf había firmado con Paramount Pictures para tres películas, pero los planes fueron desechados por Lucas tras discusiones con Shia LaBeouf. Sin embargo, Steven Spielberg habló sobre que tenían planes para Indiana Jones 5 en 2009, pero que la secuela solo se realizaría si se hacía la película bibliográfica de Abraham Lincoln. Harrison Ford prometió regresar como Indiana Jones si no tenía que esperar veinte años más para otra película y si la película no iba a ser una película animada para cines, como Star Wars: The Clone Wars, del 2008.
El 19 de agosto de 2010, Shia LaBeouf confrimó que el guion ya se estaba escribiendo. El 12 de diciembre del 2010, a Liam Neeson se le preguntó en una entrevista con NarniaFans.com si le gustaría participar en la quinta entrega de Indiana Jones, y él contestó que solo lo haría si Harrison Ford regresaba. En 2011, Frank Marshall publicó en su Twitter que no había nuevas noticias sobre Indiana Jones 5. Luego de eso, muchos fanes empezaron a especular si la película sería una precuela, al igual que Indiana Jones and the Temple of Doom.
Tras la compra de Lucasfilm por The Walt Disney Company en 2012, y tras el anuncio de la trilogía secuela de Star Wars, los rumores empezaron a crecer. Después de que Lucas anunciará su retiro temporal, muchos especularon sobre que Indiana Jones 5 se estrenaría en 2016, y también se preocuparon sobre si el retiro temporal de Lucas afectará la producción de la secuela. Un ejecutivo de The Walt Disney Company dijo que Lucasfilm regresaría a Indiana Jones tras estrenar Star Wars: Episodio IX - El ascenso de Skywalker, diciendo que la fecha de estreno sería en 2020 o 2021.[actualizar] En 2015, Aint't It Cool News habló sobre que la película se estrenaría a finales del 2018. A finales de diciembre del mismo año, Bob Iger, el longevo presidente de The Walt Disney Company, confirmó que una quinta película se encontraba en camino.
El 20 de febrero del 2016, John Rhys-Davies expresó el interés regresar a interpretar a Sallah en la nueva entrega, tras haber rechazado aparecer en al cuarta; como Karen Allen también expresó interés en regresar para interpretar a Marion Ravenwood. Sin embargo, se desconocía si John Hurt (quién fallecería en 2017) y Shia LaBeouf regresarían para repetir sus roles de Harold Oxley y Mutt Williams.
Finalmente, el 15 de marzo del 2016, Disney anunció de forma oficial la producción de Indiana Jones 5, con Harrison Ford de regreso para el papel de Indiana Jones, con Steven Spielberg como director, y con Kathleen Kennedy y Frank Marshall como productores. George Lucas confirmó al principio que no iba a verse envuelto en la producción del filme, pero finalmente en el 20 de junio del 2016 confirmó su regreso como productor ejecutivo. Se tiene planeado y previsto que el filme se estrene el 19 de julio del 2019. Además, Marshall confirmó que la secuela empezaría donde se dejó la cuarta película, o sea, después de que Indy y Marion se casaran. Ford confirmó durante los talk-shows de Jimmy Kimmel y Ellen DeGeneres que se empezaría a rodar el quinto filme en cuanto se terminara de filmar Blade Runner 2, en la cual se verá involucrado. Al mismo tiempo, decidió que le daría ciertas recomendaciones al nuevo actor que interpretaría a Han Solo en Star Wars, quien resultó ser el joven Alden Ehrenreich. Spielberg también declaró que la película se empezaría a filmar después de que él termine de filmar The Kidnapping of Edgardo Montara, cuyo estreno será en 2021; y Ready Player One, cuyo estreno fue en marzo de 2018.
El 31 de marzo de 2016, The Walt Disney Company anunció que están convenciendo a Sean Connery para que regrese en la secuela, después de que este se negara a participar en la cuarta parte.
Recientemente, Ernie Hudson y Shia LaBeouf han confirmado que habrá muchos roles de apoyo en al quinta película, y que luego de la quinta película, la saga podría reiniciarse, como paso con Jurassic Park cual fue reiniciada con Jurassic World. Cabe destacar que The Walt Disney Company está pensando en hacer un reinicio protagonizado por Chris Pratt; sin embargo, Pratt ha confirmado que participará en el reinicio de la saga cuando termine con la segunda entrega de Jurassic World y con la segunda y tercera entrega de Guardianes de la Galaxia. Muchos fanes ya han empezado a publicar fotos editadas de Pratt como el célebre personaje de Harrison Ford. Acorde con la declaración de Pratt, se especula que la quinta entrega será la última de la pentalogía original.
El 9 de junio del 2016, Spielberg anunció que John Williams, el compositor de Star Wars y de las primeras cuatro entregas de Indiana Jones, se encargaría nuevamente de componer la música del filme. Esto también corrió los rumores de que Williams también compondrá la música de Star Wars: Episodio VIII - Los últimos Jedi, debido a que no compondrá la música de Rogue One - A Star Wars Story. Estos rumores finalmente fueron confirmados como verdaderos.